# تريومف تي اس اكس
تريومف تي اس اكس(بالإنجليزية: Triumph T140 TSX)‏ هي دراجة نارية من تصنيع تريومف.